# Statuten

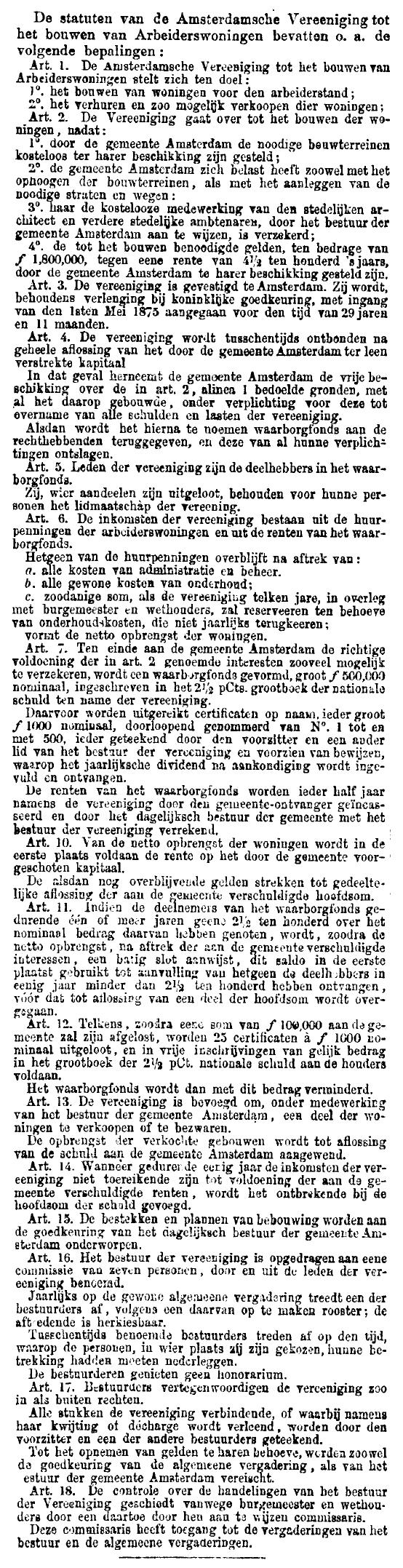
Statuten "Amsterdamsche Vereeniging tot het bouwen van Arbeiderswoningen" Algemeen Handelsblad 13839 29 juni 1875 Nr. 13839

Statuten zijn grondregels, bepalingen die ten grondslag liggen aan bepaalde rechtspersonen, zoals de naamloze vennootschap, besloten vennootschap, vereniging en stichting.
In Nederland moeten de statuten in de authentieke akte van oprichting zijn vervat (art. 2:27 (Vereniging), 2:66 (NV), 2:177 (BV) en 2:286 (Stichting) Burgerlijk Wetboek). De statuten moeten met de oprichtingsakte ter kennisneming door derden worden ingeschreven in het handelsregister, terwijl een authentiek afschrift van deze akte van oprichting daar moet worden gedeponeerd. (art. 2:69 en 2:180 Burgerlijk Wetboek).
In België moeten de statuten, afhankelijk van de gekozen rechtsvorm, bij de oprichting in een authentieke akte worden vervat en gepubliceerd in het Belgisch Staatsblad. Voor andere rechtsvormen, zoals de vzw, is publicatie in het Belgisch Staatsblad voldoende, zonder tussenkomst van een notaris (Wetboek van Vennootschappen en Verenigingen).